# 정유석 (축구인)
정유석(1977년 10월 25일 ~ )은 대한민국의 은퇴한 축구 선수이자 현 지도자로 현역 시절 포지션은 골키퍼였으며 현재 대한축구협회 전임 지도자이다.

## 클럽 경력

### 부산 아이파크
2000년 아주대학교를 졸업한 뒤 부산 아이파크에 입단하며 프로에 정식으로 뛰어들었고 상무에서 군 복무한 2시즌(2004, 2005)을 제외하고 꾸준히 부산의 주축 골키퍼로 활약하며 2000년 FA컵 4강, 2001년 리그컵 준우승, 2009년 리그컵 준우승 등에 공헌했지만 2008년 신예 골키퍼 이범영에게 주전 자리를 내주면서 2009 시즌을 끝으로 부산과의 9시즌간의 동행을 마무리했다.

### 강릉시민축구단
2009 시즌을 끝으로 부산 아이파크를 떠나 2010 시즌을 앞두고 내셔널리그 소속팀인 강릉시민축구단(당시 강릉시청)에 입단하자마자 강릉의 주전 골키퍼로 2010년 내셔널리그 4강 플레이오프 진출에 기여하면서 골키퍼 부문 베스트 11에 선정되는 영예를 안았다.

### 울산 현대
2010 시즌 이후 강릉을 떠나 고향팀인 울산 현대로 이적하며 1시즌만에 K리그1으로 복귀했고 2011년 리그컵 B조 2차전에서 프로 통산 200경기 출전 기록의 금자탑을 쌓으며 팀의 리그컵 우승에 일조했지만 김승규와 김영광에 밀려 팀내 3순위 골키퍼 자리에 머물렀고 결국 2011 시즌 종료 후 은퇴를 선언하며 11년간의 현역 생활을 마감했다.